# Ле-Гаренн-сюр-Луар
Ле-Гаренн-сюр-Луар (фр. Les Garennes sur Loire) — муніципалітет у Франції, у регіоні Пеї-де-ла-Луар, департамент Мен і Луара. Ле-Гаренн-сюр-Луар утворено 15 грудня 2016 року шляхом злиття муніципалітетів Жуїньє-сюр-Луар i Сен-Жан-де-Мовре. Адміністративним центром муніципалітету є Жуїньє-сюр-Луар. Населення — 4631 особа (01.01.2021).